# William Connolley
William Michael Connolley (nascido em 12 de abril de 1964) é um engenheiro de software, escritor e blogueiro britânico de climatologia.
Connolley recebeu atenção da imprensa nacional ao longo de vários anos por seu envolvimento na edição de artigos da Wikipedia relacionados às mudanças climáticas.
Connolley é autor e co-autor de artigos e revisões de literatura no campo da pesquisa climatológica, com ênfase no clima da Antártica e no estudo do gelo marinho.

## Vida pessoal
Connolley tem dois filhos.